# St. Margaretha (Oberpöllnitz)

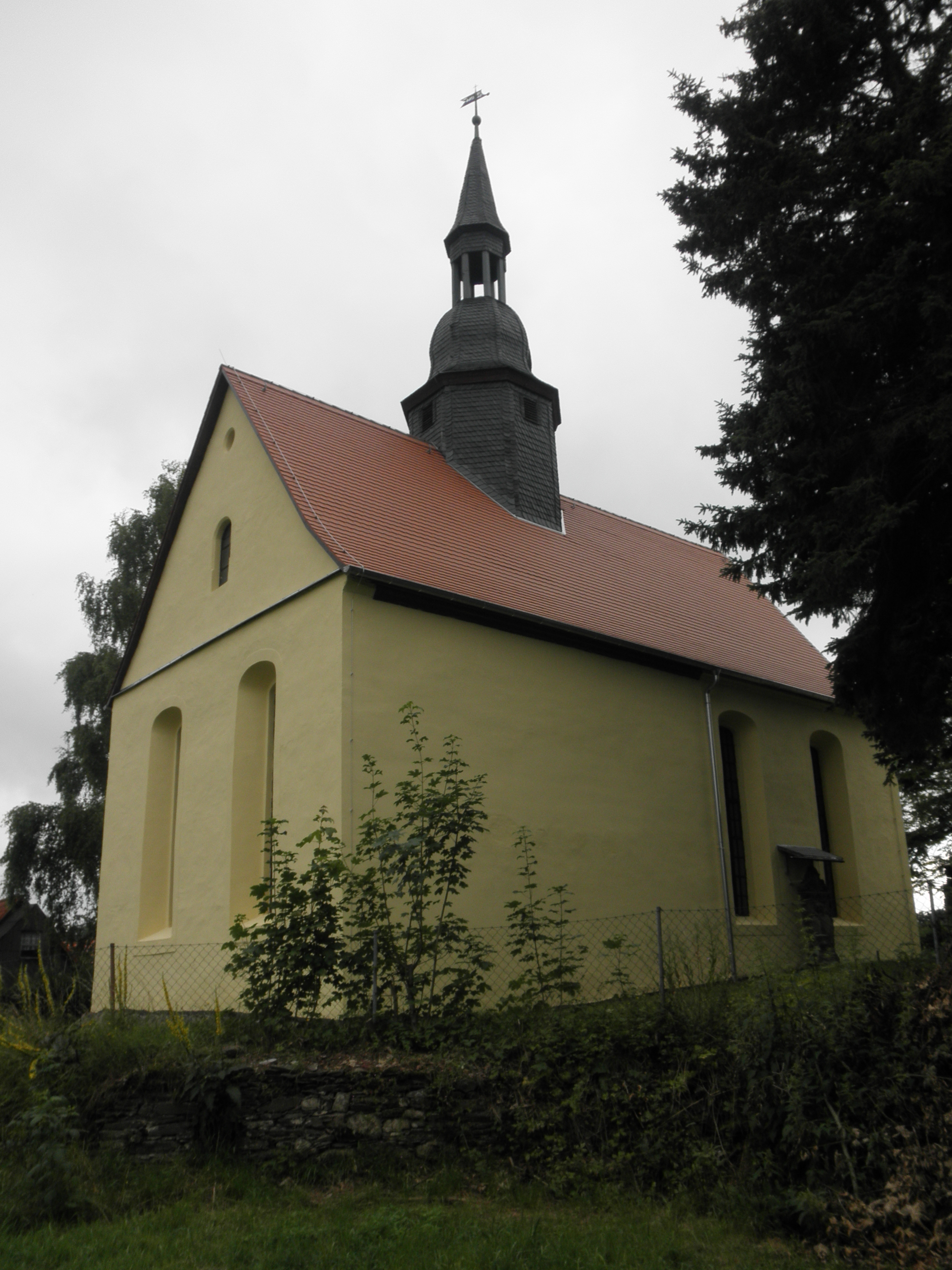
St. Margaretha

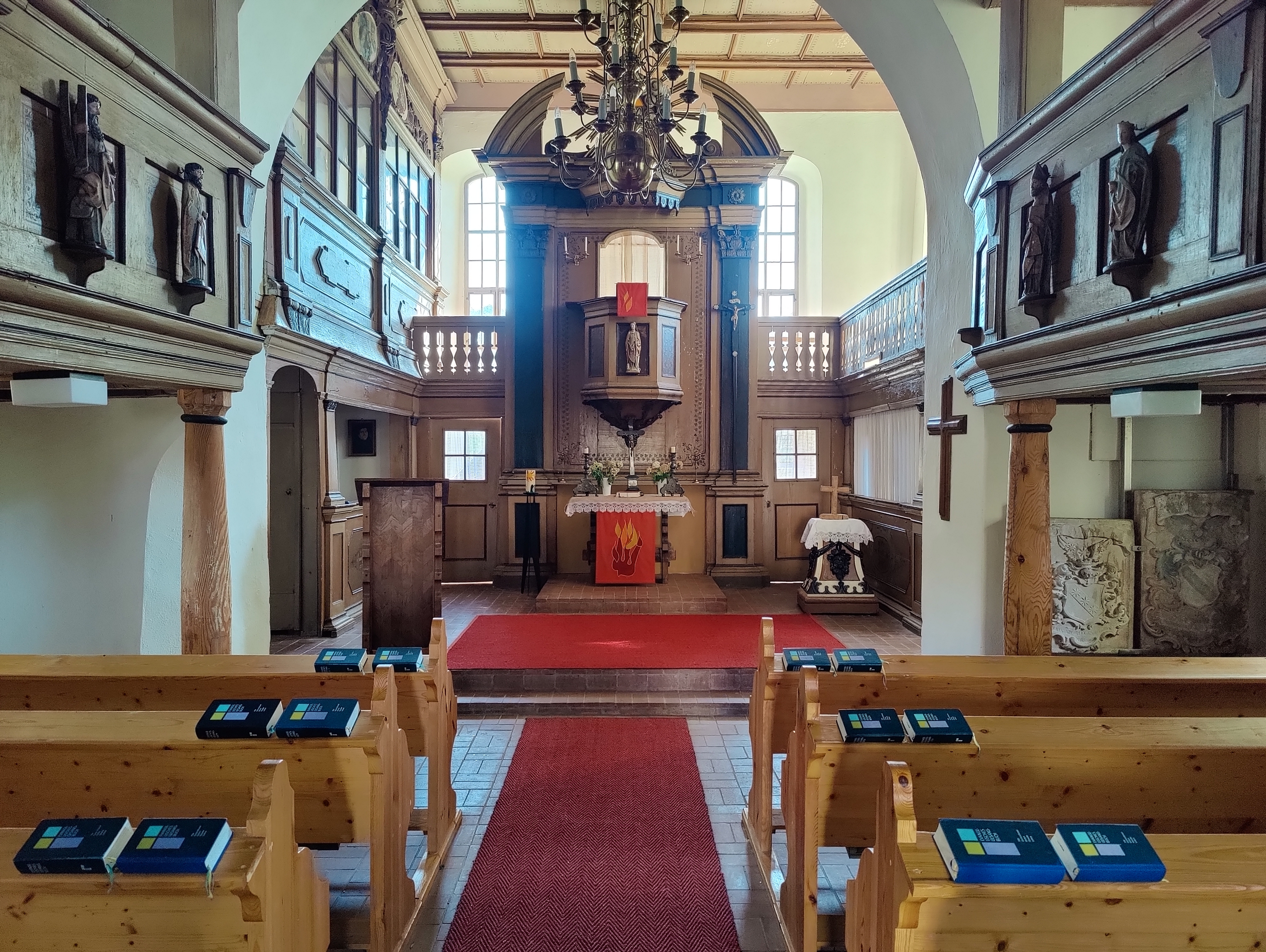
Innenraum (2022)

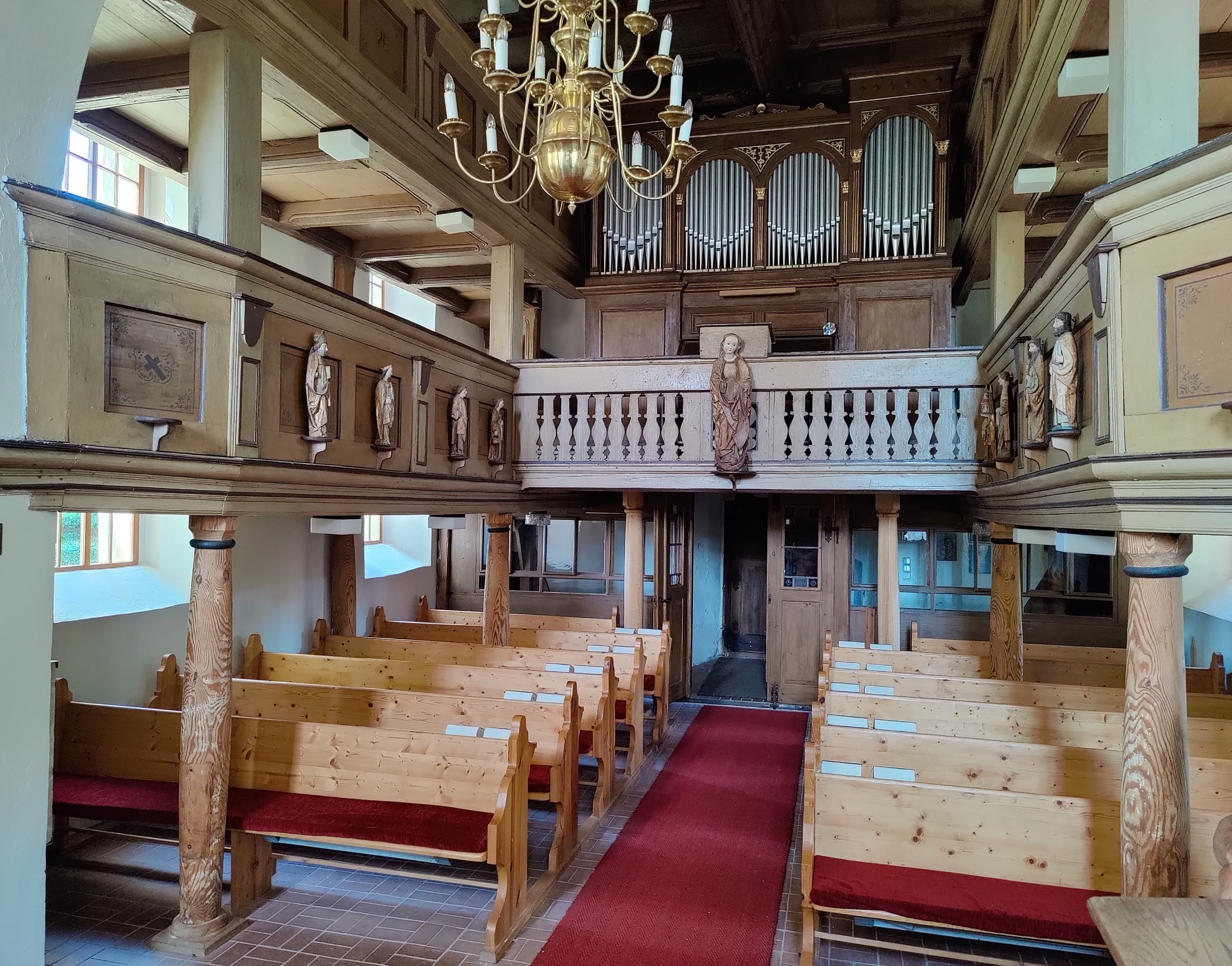
Blick zur Orgel

Die evangelisch-lutherische, denkmalgeschützte Kirche St. Margaretha steht in Oberpöllnitz, einem Ortsteil der Stadt Triptis im Saale-Orla-Kreis in Thüringen. Die Kirchengemeinde Oberpöllnitz mit Geheege gehört zum Pfarrbereich Pillingsdorf im Kirchenkreis Schleiz der Evangelischen Kirche in Mitteldeutschland.

## Beschreibung
Die rechteckige verputzte Saalkirche geht auf einem mittelalterlichen Kirchenbau zurück. Dafür sprechen auch die Reste eines spätgotischen Schreins, der aus der Zeit um 1510 stammt. Die alte Einteilung in Chor und Langhaus ist noch erkennbar. Ihre barocke Gestalt erhielt die Kirche 1744. Dieses Jahr nennt eine Inschrift hinter der Kanzel. Sie wird bekrönt von einem mittig auf dem Dachfirst aufsitzenden Dachreiter. In seinem Glockenstuhl hängt eine Bronzeglocke, die 1520 von Markus Rosenberger gegossen wurde. Das rundbogige Portal im Westen mit dem stark profilierten Karnies, gehört der späten Renaissance an. Den Eingang am Westportal schmückt das Wappen der Freiherren von Pöllnitz. Das Kirchenschiff wird von einer Kassettendecke überspannt, der Chor hat eine Holzbalkendecke. Zwischen ihnen befindet sich ein rundbogiger Triumphbogen, der 1892 erneuert wurde. Die Säulen, die die zweigeschossigen Emporen im Kirchenschiff tragen Säulen sind mit Schiffskehlen verziert, wie sie seit der Gotik bis in die Barockzeit üblich waren. 
Der Kanzelaltar wird von den Emporen eingefasst. Über dem Schalldeckel befindet sich ein Dreieck im Wolkenkranz mit davon ausgehender Strahlengloriole. Die Brüstungen der Emporen sind einfach gehalten, bis auf den Bereich vor der Orgel. Vor der Brüstung der unteren Empore stehen geschnitzte Statuen eines ehemaligen Altarretabels von ca. 1510. Das Taufbecken ist aus Holz gearbeitet, es hat die Form eines viereckigen Pyramidenstumpfs. An der Nordwand neben dem Kanzelaltar befindet sich die Patronatsloge. Sie stand ursprünglich frei, der Kanzelaltar ist erst später eingebaut worden. Am alten Pfarrstand neben dem Altar steht eine Statue der Maria, das Kind ist inzwischen verloren gegangenen, und neun Statuetten von Heiligen in einem neuzeitlichen Schrein. 1996 wurde ein neues Kirchengestühl eingebaut. 
Die erste Orgel wurde im Jahr 1892 von dem fürstlich-reussischen Hoforgelbauer Carl Friedrich Zillgitt erbaut. 1937 bauten die Gebrüder Jehmlich ein neues Werk unter Verwendung des vorhandenen Pfeifenmaterials in das alte Gehäuse. Es verfügt über pneumatische Kegelladen und 13 Register auf zwei Manualen und Pedal. Das Instrument war mehrere Jahrzehnte unspielbar geworden, bevor 2017–2018 eine Restaurierung erfolgte.